# Хорват, Томи
Томи Хорват (словен. Tomi Horvat; род. 24 марта 1999, Мурска-Собота) — словенский футболист, полузащитник клуба «Штурм» и сборной Словении.

## Клубная карьера
Хорват — воспитанник клубов «Турнишче», «Марибор» и «Мура». 21 июля 2018 года в матче против  «Триглав» он дебютировал в чемпионата Словении в составе последнего. 23 ноября в поединке против «Олимпии» Томи сделал «дубль», забив свои первые голы за «Муру». Летом 2022 года Хорват перешёл в австрийский «Штурм». 23 июля в матче против «Вольфсберга» он дебютировал в австрийской Бундеслиге. 28 августа в поединке против венского «Рапида» Томи забил свой первый гол за «Штурм». 

## Международная карьера
В 2021 году Хорват в составе молодёжной сборной Словении принял участие в молодёжном чемпионате Европы в Венгрии и Словении. На турнире он был запасным и на поле не вышел.
29 марта 2022 года в товарищеском матче против сборной Катара Хорват дебютировал за сборную Словении. 